# 인제대학교 해운대백병원
인제대학교 해운대백병원은 인제대학교 부속 종합병원이다. 부산광역시 해운대구 해운대로 875에 위치하고 있다.

## 설립목표
- 의학연구의 향상
- 균형된 의료혜택에의 기여
- 인재 양성을 위한 장학제도 구현
- 의료기술로 사회발전에 이바지

## 연혁
- 2010년 3월 8일 외래진료 시작
- 2010년 3월 25일 해운대 백병원 개원식

## 같이 보기
- 인제대학교
- 인제대학교 서울백병원
- 인제대학교 부산백병원
- 인제대학교 일산백병원
- 인제대학교 상계백병원
- 백인제